# N-メチル-2-ヘプタンアミン
N-メチル-2-ヘプタンアミン（英語: N-methyl-2-heptanamine）または、2-メチルアミノヘプタン（英語: 2-methylaminoheptane）は、PacamineまたはNeosupranolの商品名で販売されていたアルキルアミン系の交感神経作動薬および降圧剤である。鼻の充血除去薬または麻酔時の血圧コントロールに使われていた。メチルヘキサンアミンやツアミノヘプタンのようなアルキルアミン類と構造が近い。これらの化合物は構造的に単純なモノアミン放出剤として作用し、精神刺激薬に似た作用を示すことが知られている。